# Turecki van

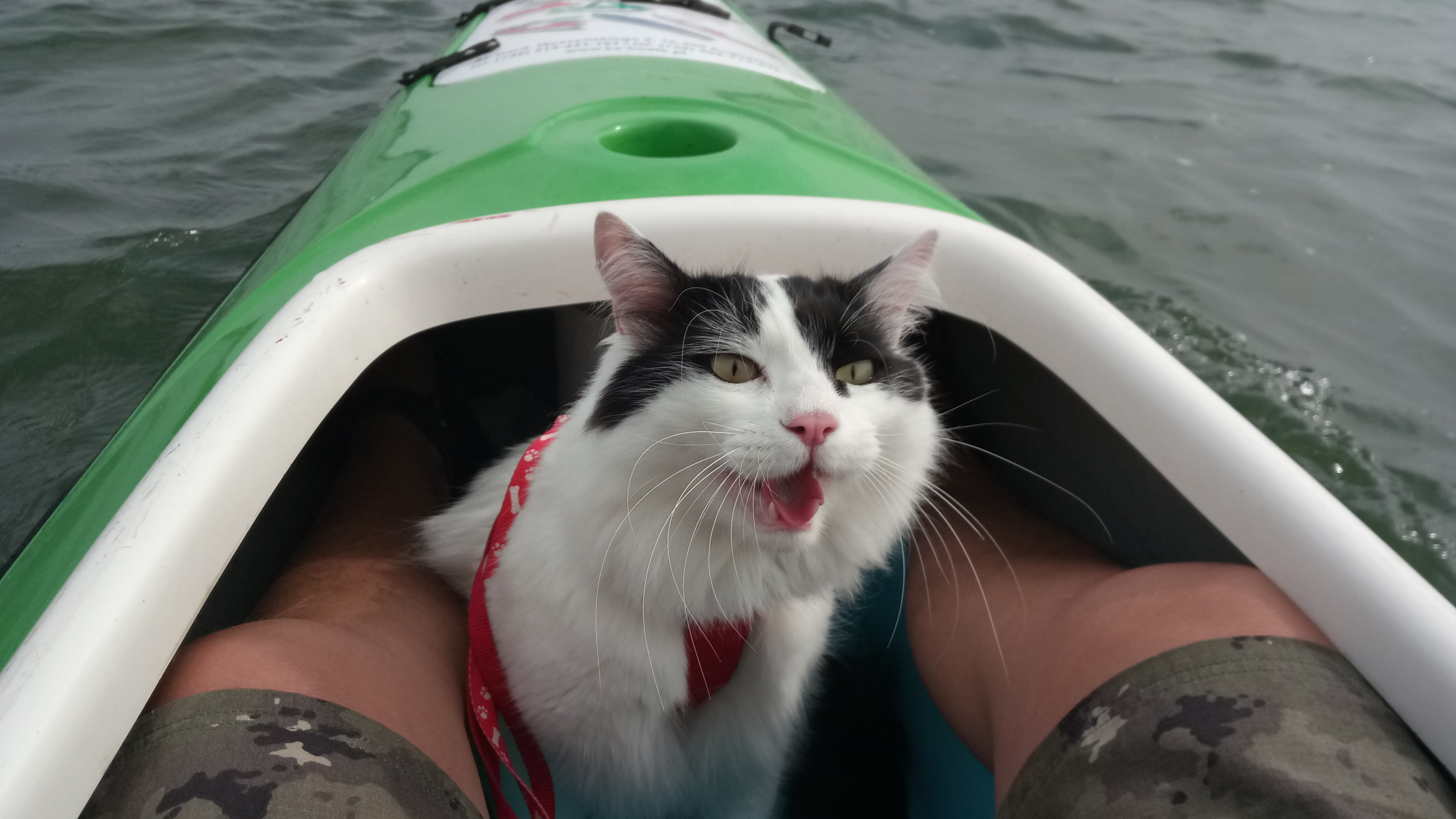

Turecki van – rasa kota pochodząca od kotów z rejonu jeziora Wan we wschodniej części państwa tureckiego – Wschodniej Anatolii. Nazywane są w języku tureckim "wan kedisi" ("Van Kedisi"), w języku ormianskim "wana katu" ("վանա կատու"), a w języku kurdyjskim "piszyka wane" (Pişika Wanê)).  Jeden z niewielu kotów, które wychowane w pobliżu wody potrafią i lubią pływać. Za odrębną rasę został oficjalnie uznany w 1969 roku.

## Wygląd
Klasyczny Van jest śnieżnobiały, jedynie na głowie ma jedną albo dwie rozdzielone plamki w kolorze rudym i w tym samym kolorze ogon. Obecnie są znane różne odmiany barwne tych kotów – czarne, niebieskie, kremowe, szylkretowe (zawsze muszą występować plamy na głowie i ogon w tym samym kolorze). Koty te mogą mieć oczy bursztynowe, niebieskie albo różnokolorowe (jedno niebieskie, drugie bursztynowe), co objaśnia się wadą wrodzoną, zwaną różnobarwnością tęczówki (łac. heterochromia iridis). Opis ten dotyczy kotów hodowlanych rasy Van.
Obecnie hodowcy starają się o uznanie odmiany kota Van zwanego w Turcji "Van Kedisi". Istnieje przekaz mówiący o świętych kotach znad jeziora Van. "Van Kedisi" różni się wyglądem od kotów rasowych hodowanych obecnie. Jest wiele śnieżnobiałych "Van Kedisi", które są głuche. W większości ras istnieje podejrzenie głuchoty u kotów białych, gdy co najmniej jedno z oczu ma kolor niebieski. Ostatnio związek hodowców TICA uznał białą odmianę barwną kota tureckiego Van.
W hodowlach Vanów pojawiały się czasem śnieżnobiałe kocięta. Obecnie gdy TICA dopuściła do hodowli białego Vana, ich liczba wzrasta, a hodowcy zaczynają mówić o przypadkach białych kotów w dotychczasowych hodowlach.
Badaniem białego Vana zajęło się Centrum Badań Van Kedisi, które prowadzi badania nad odtworzeniem naturalnej populacji tych kotów, które są jednym ze skarbów narodowych tego kraju. Badania te dołączono do dokumentacji przedstawionej komisji hodowlanej rozpatrującej dopuszczenie białego Vana do hodowli.

## Cechy szczególne
Rasa ta wykształciła oprócz umaszczenia i koloru oczu jeszcze kilka unikatowych cech. Jedną z nich jest futro, które szybko obsycha z wody. Kot ten posiada tylko jeden rodzaj sierści – okrywową, nie ma natomiast puszystego podszerstka. Z tego powodu nie wymaga wielu zabiegów pielęgnacyjnych. Drugą cechą jest powiększony fałd skóry między kolejnymi pazurami. Kot ten posiada fałdę skóry pomiędzy pazurami, która jest swego rodzaju błoną pławną.
Koty tej rasy lubią kontakt z wodą, rasa powstała naturalnie w okolicy jeziora Wan w Turcji.